# Подунавка (1843-1848)
Подунавка: додатак к Србским новинама је лист је излазио једном недељно у Београду од 1843 до 1848. године. Уредник листа био је Милош Поповић, брат Ђуре Даничића.

## Историјат
Лист Подунавка излазио је од 1843. до 1848. године као додатак Србским новинама. Штампан је у Београду у  Правителственој кньигопечатнији. Излазио је суботом.
Поред чланака о просветним и општекултурним питањима, лист је објављивао и преглед рада Друштва србске словесности. Садржао је и многобројне прилоге о школству, књижевне и филолошке критике, историјске прилоге, чланке о панславизму, као и описе туристичких знаменитости Србије. Обилује литерарним прилозима, превасходно поезијом и преводима.

### Сарадници
Као сарадници појављују се Александар Андрић, Богобој Атанацковић, Матија Бан, Стеван Владислав Каћански, Ђорђе Малетић, Сима Милутиновић Сарајлија, Љубомир Ненадовић, Јован Стерија Поповић, Павле Поповић Шапчанин, Ђорђе Рајковић.